# Pekka Himanen
Pour les articles homonymes, voir Pekka.
Pekka Himanen est un philosophe finlandais. Il travaille, entre autres, sur les aspects philosophique et sociologique de l'informatique à l'ère de l'information.

## Biographie
Il est élève de l'École normale de Viikki.
Il étudie la philosophie (et l'informatique) à l'université d'Helsinki où il reçut son doctorat en 1994 pour une thèse traitant de religion sur le défi de Bertrand Russell (The challenge of Bertrand Russell), il fut alors le plus jeune docteur en philosophie de Finlande.
Il a fait un travail de recherche en Finlande (université d'Helsinki), en Angleterre, et aux États-Unis (Stanford et à l'université de Californie - Berkeley) et a également fait des travaux de terrain en Inde, en Chine, et au Japon.
Himanen a également été l'un des conseillers du président de Finlande, du gouvernement finlandais (incluant le ministère de l'Éducation) et du parlement en ce qui concerne les questions liées à la société de l'information. 
Actuellement, Manuel Castells et Pekka Himanen sont en train de fonder un centre de recherche sur les technologies de l'information et la société de l'information.
Himanen est désormais enseignant à l'université d'Helsinki, ainsi qu'à l'université de Berkeley en Californie.

## Récompenses
- 1994 : prix Science populaire de l'État finlandais
- 1995 : Prix de l'information publique
- 1998 : prix européen multimédia Europrix pour CD Sokrates (Socrates)